# Варивончик Денис Віталійович
Дени́с Віта́лійович Вариво́нчик (21 липня 1970, Київ, УРСР) — український лікар та науковець у галузі профілактичної медицини. Доктор медичних наук (2007), професор (2019), заслужений лікар України (2010).

## Освіта
1977 — 1985 рр. — в Київській середній школі № 208 (1977—1978) та в Київській середній школі № 65 (1978—1985)
1985 — 1988 рр. — у Київському медичному училищі № 3 (спеціальність «сестринська справа»).
1990 — 1998 рр. — в Національному медичному університеті ім. Богомольця МОЗ України (на 2-му лікувальному факультеті, в інтернатурі за спеціальністю «Офтальмологія»).
1998 — 2000 рр. — здобувач наукового ступеня кандидата медичних наук в Українському інституті громадського здоров'я МОЗ України
2005 — 2007 рр. — здобувач наукового ступеня доктора медичних наук в ДУ «Інститут медицини праці НАМН України»

## Трудова діяльність
1988—1990 рр. — в Київській міській клінічній лікарні № 14 ім. Жовтневої революції (сучасна Олександрівська, потім Свято-Михайлівська клінічна лікарня в м. Києві), медичний брат неврологічного відділення
1994—1995 рр. — в Київській міській лікарні № 1 Дарницького району, медчний брат-анестезист відділення інтенсивної терапії та реанімації № 1
1995—2005 рр. — в Київському палаці дітей та юнацтва, завідувач лабораторії медичної біології та екології людини відділу біології
1995—2013 рр. — в Київській міській клінічній офтальмологічній лікарні «Центр мікрохірургії ока» старший лаборант (1995—1996), лікар-інтерн (1996—1998) відділення лазерних методів лікування ока (2000), лікар-офтальмолог / дитячний лікар-офтальмолог консультативно-діагностичного відділення (2008—2013)
2004—2020 рр. — в Державній установі «Інститут медицини праці імені Ю. І. Кундієва НАМН України», старший науковий співробітник (2004—2007), завідувач лабораторії моніторингу професійного здоров'я (2008) відділу епідеміологічних досліджень; завідувач лабораторії канцерогенної небезпеки та профілактики професійного раку (2009—2020)
2013 р.— донині — в Національному університеті охорони здоров'я України імені П. Л. Шупика (раніше — Національна медична академія післядипломної освіти імені П. Л. Шупика), завідувач кафедри медицини праці, психофізіології та медичної екології
З 14 березня 2024 р. — донині — в Український науково-дослідний інститут промислової медицини (Дніпропетровська обл., м. Кривий Ріг), голова Комісії з реорганізації.
З 01 червня 2024 р. — 04 листопада 2024 р. — у Відокремленому підрозділі «Науково-практичний медичний центр професійного здоров'я НУОЗ України імені П. Л. Шупика» (Дніпропетровська обл., Кривий Ріг), виконувач обов'язків директора.
З 05 листопада 2024 р. — донині — в Українському державному науково-дослідному інституті медико-соціальних проблем інвалідності міністерства охорони здоров'я України» (Дніпро).

## Наукова діяльність

### Присудження наукових ступенів
- Кандидат медичних наук зі спеціальності «Соціальна медицина». Захищена дисертація 17.01.2002 р. в Спеціалізованій вченій раді Д 26.003.01 в Національному медичному університеті імені О. О. Богомольця МОЗ України, на тему: «Обґрунтування та розробка системи медико-соціальної профілактики інфікування вірусом імунодефіциту людини серед підлітків в умовах великого міста» (науковий керівник — проф. Нагорна А. М.; офіційні опоненти: проф. Уваренко А. Р., проф. Картиш А. П., проф. Вороненко Ю. В.; провідна наукова установа — Київська медична академія післядипломної освіти ім. П. Л. Шупика МОЗ України, кафедра управління охороною здоров'я)  [Архівовано 19 квітня 2022 у Wayback Machine.].
- Доктор медичних наук зі спеціальності «Гігієна». Захищена дисертація 13.09.2007 р. в Спеціалізованій вченій раді Д 26.554.01 в ДУ «Інститут медицини праці НАМН України», на тему: «Виробнича канцерогенна небезпека в Україні та обґрунтування профілактики професійного раку» (науковий консультант — проф. Нагорна А. М.; офіційні опоненти: проф. Яворовський О. П., проф. Черниченко І. О., проф. Балан Г. М.)  [Архівовано 14 квітня 2022 у Wayback Machine.].

### Присвоєння вчених звань
- Старший науковий співробітник зі спеціальності «Гігієна» (2007 р.)
- Професор зі спеціальності «Медицина» (2019 р.) [Архівовано 9 травня 2019 у Wayback Machine.]

### Основні наукові досягнення та публікації

#### Наукові профілі
- Науковці України [Архівовано 14 березня 2022 у Wayback Machine.]
- SCOPUS
- Google Scholar [Архівовано 25 вересня 2015 у Wayback Machine.]
- ORCID [Архівовано 23 вересня 2015 у Wayback Machine.]
- Publons [Архівовано 4 серпня 2019 у Wayback Machine.]
- ResearchGate [Архівовано 26 вересня 2015 у Wayback Machine.]

#### Медицина праці, гігієна, екологія
- Варивончик Д. В. Професійна гігієна та виробнича санітарія перукарень: Навчальний посібник. К.: Альтерпрес, 2005. 124 с. ISBN 966-542-284-7.
- Варивончик Д. В. Основи безпеки життєдіяльності та екології людини: Навчальний посібник. К.: Альтерпрес, 2006. 140 с. ISBN 966-542-293-6.
- Кундієв Ю. І., Нагорна А. М., Варивончик Д. В. Професійний рак: епідеміологія та профілактика. К.: Наукова думка, 2008. 336 с. ISBN 978-966-00-0780-2.
- Профілактика ВІЛ/СНІДу на робочому місці в системі охорони здоров'я України (пілотне дослідження): Звіт про науково-дослідну роботу / Ю. І. Кундієв, Д. В. Варивончик, А. М. Нагорна, С. О. Риков, Н. А. Обухова, А. В. Басанець, Т. Д. Харченко / Міжнародна організація праці, Проект МОП/ГТЦ «Впровадження політик і програм з ВІЛ/СНІДу у сфері праці»; ДУ «Інститут медицини праці АМН України». Київ, 2009. 184 с.
- Системний огляд проблеми ризиків та профілактики туберкульозу на робочому місці: Звіт про науково-дослідну роботу / Ю. І. Кундієв, Д. В. Варивончик, А. М. Нагорна / Міжнародна організація праці, Проект МОП/ГТЦ «Впровадження політик і програм з ВІЛ/СНІДу у сфері праці»; ДУ «Інститут медицини праці АМН України». Київ, 2009. 234 с.
- Дослідження стигми і дискримінації, пов'язаної з ВІЛ-статусом, серед медичних працівників і по відношенню до пацієнтів в Україні / Л. М. Амджадін, Ю. О. Привалов, Г. І. Чепурко, Ю. І. Кундієв, А. М. Нагорна, Д. В. Варивончик, А. М. Кальченко. К., 2012. 151 с.
- Кундієв Ю. І., Андрейчин М. А., Нагорна А. М., Варивончик Д. В. Професійні інфекційні хвороби. К.: ВД «Авіцена», 2014. 528 с. ISBN 978-966-2144-74-1
- Кундиев Ю. И., Варивончик Д. В. Профессиональный рак: Злокачественная мезотелиома. ИД «Авицена», 2015. 192 с. ISBN 978-966-2144-82-6.
- Kundiyev Yu. I., Varyvonchyk D. V. Occupational Cancer: Malignant Mesothelioma. Kiev: Publishing House «Avicenna», 2015. 176 p. ISBN 978-966-2144-81-9.
- Нагорна А. М., Варивончик Д. В., Соколова М. П., Кононова  І. Г. Професія і туберкульоз. Український вимір: Монографія. К.: ВД «Авіцена», 2019. 304 с. ISBN 978-617-7597-19-2.
- Нагорна А. М., Варивончик Д. В., Соколова М. П., Кононова І. Г. Епідеміологічні дослідження здоров'я та оцінка професійних ризиків для працюючих // Наукові здобутки з медицини праці. Історія та сучасність / За заг. ред.: І. М. Трахтенберга, В. І. Чернюка. К.: ТОВ «Видавничий дім „Авіцена“», 2019. C. 166—221. ISBN 978-617-7597-25-3.
- Варивончик Д. В., Демецька О. В. Медицина праці: Завдання та тести: Навчальний посібник для післядипломної медичної освіти у 3-х частинах. Ч. 2: Професійна патологія. Дніпро: Середняк Т. К., 2021. 331 с. ISBN 978-617-8010-18-8.

COVID-19. Серії медико-соціальних і епідеміологічних публікацій:
- Varyvonchyk D. V. The state of ensuring the prevention of occupational disease COVID-19 among healthcare workers in Ukraine. Collection of Online Newsletters. 2020—2021, Vol. 1 — 22.[1]:

#### Соціальна медицина
- Медичні стандарти первинної і вторинної медичної допомоги населенню / Заг. ред. Г.Росс, О. М. Новічкова, А. В. Степаненко, Д. В. Варивончик / NICARE. К., 2006. 238 с.
- Посібник для розробників клінічних рекомендацій/медичних стандартів / Заг. ред. Г.Росс, О.Новічкова, Д.Варивончик та ін. / NICARE. К., 2006. С. 18-24.

#### Офтальмологія
- Риков С. О., Варивончик Д. В. Організація офтальмологічної допомоги ВІЛ-інфікованим та хворим на СНІД в Україні. К, 2002. 87 с. ISBN 966-581-347-1.
- Риков С. О., Варивончик Д. В., Кальченко А. М. Віхи історії офтальмології України. Київ.: ТОВ "Видавнича компанія «КИТ», 2003. 220 с. ISBN 966-8550-09-9.
- Риков С. О., Варивончик Д. В., Ґудзь А. С.  Комп'ютерний зоровий синдром: Посібник для лікарів / С. О. Риков, К.: Колофон, 2005. 80 с. ISBN 966-96532-0-7.
- Риков С. О., Варивончик Д. В. Дитяча сліпота та слабкозорість в Україні: Ситуаційний аналіз / Асоціація дитячих офтальмологів України. Київ: Логос, 2005. 80 с. ISBN 966-581-679-9.
- Риков С. О., Варивончик Д. В. Організація роботи з профілактики офтальмологічної патології у дітей: Посібник для лікарів-офтальмологів / Асоціація дитячих офтальмологів України. К.: Логос, 2005. 48 с. ISBN 966-581-680-2.
- Риков С. О., Варивончик Д. В. Профілактика дитячої сліпоти: Посібник для лікарів-неонатологів, лікарів-педіатрів, сімейних лікарів / Асоціація дитячих офтальмологів України. Київ: Логос, 2005. 32 с. ISBN 966-581-677-2.
- Риков С. О., Варивончик Д. В. Скринінг та профілактика офтальмологічної допомоги дітей: Посібник для медичних сестер педіатричної служби / Асоціація дитячих офтальмологів України. Київ: Логос, 2005. 32 с. ISBN 966-581-678-0.
- Організація офтальмологічної допомоги на сучасному етапі / Н. В. Бездітко, П. А. Бездітко, Д. В. Варивончик, О. П. Вітовська, А. С. Гудзь, Ю. М. Кондратенко, Г. Г. Лемзяков, А. Б. Мішенін, Н. А. Обухова, С. О. Риков., Г. І. Степаненко, Г В. Шпак / Заг. ред. : С. О. Рикова. К.: ТОВ «ДОКТОР-МЕДІА», 2008. 360 с. ISBN 978-966-96792-7-7.
- Соціальні аспекти попередження сліпоти, організація медичної допомоги та реабілітації хворих на глаукому / Н. В. Пасєчнікова, С. О. Риков, О. П. Вітовська, О. В. Іваницька, Д. В. Варивончик, В. О. Науменко, А. Б. Мішенін / Заг. ред.: Н. В. Пасєчнікової. К.: ТОВ «Доктор-Медіа», 2009. 172 с. ISBN 976-966-2165-10-4.
- Катаракта: Коментарі до уніфікованого клінічного протоколу первинної, вторинної (спеціалізованої), третинної (високоспеціалізованої) медичної допомоги / Баран Т.В, Гут І. Й., Науменко В. О., Барінов Ю. В., Давтян О. Л., Острополець Н. А., Бездітко П. А., Денисюк Л. І., Петренко О. В., Благун  І. В., Дмитріев С. К., Риков С. О., Боброва Н. Ф., Завгородня Н. Г., Саксонов С. Г., Варивончик Д. В.,  Ковтун М. І., Сенякіна А. С., Венгер Л. В., Король А. Р., Сергієнко М. М.,  Видиборець С. В., Ліщишина О. М., Сердюк В. М., Вітовська О. П., Луньова Г. Г., Усенко К. О., Войтко Л. О., Матюха Л. Ф., Шаргородська І. В., Гребінь Н. К., Медведовська Н. В., Гудзь А. С.,  Могілевський С. Ю. — К.: ТОБ «Доктор-Медіа-Груп», 2016 р. — 86 с. ISBN 978-966-97468-1-8.

#### Профілактична освіта та превентивне виховання
- Молодь у Всесвітній кампанії проти СНІДу. Інформаційно-методичні розробки за матеріалами проведення акції під час Всесвітнього дня боротьби зі СНІДом / Заг. ред. : Л. І. Ткачук, Д. В. Варивончика. К.: КПДЮ, 1999. 20 с.
- Профілактика ВІЛ-інфікування підлітків в позашкільний час / Заг. ред. : Д. В. Варивончика. К.: КПДЮ, 2000. 68 с.
- Варивончик Д. В. Сучасні методи оздоровчо-профілактичної роботи з підлітками: З досвіду роботи підліткового руху «Школярі Києва — за здоровий спосіб життя» / Д. В. Варивончик. К.: КПДЮ, 2001. 20 с.
- Варивончик Д. В. Медична валеологія та реабілітація: Навчальний посібник для додаткової освіти. К.: Київський Палац дітей та юнацтва, 2002. 89 с.
- Програми позашкільної освіти медико-біологічного напрямку / Київський Палац дітей та юнацтва / Заг. ред. Д. В. Варивончика. К.: Київський Палац дітей та юнацтва, 2003. 93 с.

### Учні
Під науковим керівництвом Варивончика захищено 8 дисертаційних робіт[джерело?]:
- 2010 р. — Ру́бан Елі́на Володи́мирівна захистила дисертацію на здобуття наукового ступеня кандидата біологічних наук на тему: «Токсикологічні характеристики і гігієнічні умови праці у виробництві металокомплексних азобарвників (ріазоланів)»
- 2011 р. — Реме́нник Оле́г Іса́кович захистив дисертацію на здобуття наукового ступеня кандидата медичних наук на тему: «Оцінка ризиків та система профілактики виробничо-обумовленого раку бронхів та легень»
- 2013 р. — Штанько́ Владисла́в Леоні́дович захистив дисертацію на здобуття наукового ступеня кандидата медичних наук на тему: «Розробка системи профілактики професійного туберкульозу серед працівників галузі охорони здоров'я України»
- 2013 р. — Салюко́в Арте́м Олекса́ндрович захистив дисертацію на здобуття наукового ступеня кандидата медичних наук на тему: «Наукове обґрунтування системи профілактики виробничо-зумовленої патології, спричиненої природним ультрафіолетовим випромінюванням»
- 2015 р. — Ха́рківська Світла́на Вале́ріївна захистила дисертацію на здобуття наукового ступеня кандидата медичних наук на тему: «Наукове обґрунтування системи профілактики професійної та виробничо-зумовленої захворюваності працівників марганцеворудної промисловості»
- 2016 р. — Шевче́нко Вади́м Іва́нович захистив дисертацію на здобуття наукового ступеня кандидата медичних наук на тему: «Обґрунтування системи профілактики виробничо-зумовленої онкологічної патології у працівників галузі охорони здоров'я»
- 2019 р. — Ко́пач Катери́на Дми́трівна захистила дисертацію на здобуття наукового ступеня кандидата медичних наук на тему: «Оцінка ризиків та профілактика виробничо-зумовленої захворюваності працівників стоматологічної служби в умовах застосування сучасних медичних технологій»
- 2021 р. — Благу́н Іри́на Віта́ліївна захистила дисертацію на здобуття наукового ступеня доктора філософії на тему: «Обґрунтування заходів профілактики виробничо-зумовленої офтальмологічної патології у підземних працівників вугледобувної галузі»

### Науково-експертна діяльність

#### Державна
- Спеціалізована вчена рада Д 26.554.01 із захисту дисертацій на здобуття наукового ступеня доктора медичних та біологічних наук за спеціальністю 14.02.01 — «Гігієна та професійна патологія» в ДУ «Інститут медицини праці імені Ю. І. Кундієва НАМН України»: член ради (2008—2021 р.р.); вчений секретар спеціалізованої вченої ради (2008—2013 р.р.)
- Спеціалізована вчена рада Д 26.613.05 із захисту дисертацій на здобуття наукового ступеня доктора медичних наук за спеціальністю 14.01.18 — «Офтальмологія» в НУОЗ України імені П. Л. Шупика: член ради (2016 — дотепер)
- Комітет з питань гігієнічного регламентування МОЗ України: член комісій з гігієнічного регламентування канцерогенних речовин (2010 — дотепер)
- МОЗ України: Клініко-експертні комісії експерт із спеціальностей «Авіаційна та космічна медицина», «Гігієна праці», «Професійна патологія», «Психофізіологія», «Суднова медицина» (2017— дотепер)
- Національне агентство із забезпечення якості вищої освіти (НАЗЯВО): експерт з акредитації освітніх програм за спеціальностями: 222 Медицина, 229 Громадське здоров'я (2021 — дотепер)
- Федерації громадських медичних об'єднань України: член Наукової ради (2022 — дотепер)

#### Міжнародна
- UNAIDS: національний експерт (1998—2004)
- WHO: національний експерт (1998—2004)
- ILO: національний експерт (з 2004)
- TACIS: національний експерт (2007—2009)
- European Union of Medical Specialists[en] (UEMS, Occupational Medicine Section): представник України (з 2022)

## Громадська та освітня діяльність
1990—1995 — член Президії та голова студентської профспілки 2-го лікувального факультету Національного медичного університету ім. Богомольца. Учасник Студентської революції на граніті (1990).
1998—2004 — засновник допрофесійної медичної освіти — навчально-виховного комплексу «Медична школа» та «Школа волонтерів-валеологів» (діють по-теперішній час у відділі біології Київського палацу дітей та юнацтва)
1998—2004 — керівник міського руху «Школярі Києва за здоровий спосіб життя»
1995—2013 — педагогічний, науковий керівник секції «Медицина» Київського міського відділення Малої академії наук «Дослідник».
з 2023 — в. о. Віце-президента з науки Громадської спілки «Українська ліга персоналізованої медицини» (на громадських засадах).

## Відзнаки та нагороди

### Державні нагороди
- Почесна грамота Кабінету Міністрів України (2025 р.)

### Почесні звання
- Заслужений лікар України (2010, указ Президента України № 128/2010) [Архівовано 3 грудня 2016 у Wayback Machine.]

### Премії
- Лауреат Премії НАН України імені Р. Є. Кавецького (разом з Ю. І. Кундієвим, А. М. Нагорною) (2008 р.)[2]
- Лауреат Міжнародного Гран-прі ім. Ганса-Генріха Рекевега (Німеччина) (разом з С. О. Риковим, Н. А. Старинець) (2007 р.)  [Архівовано 5 листопада 2013 у Wayback Machine.]
- Лауреат Премії ім. С. А. Томиліна І ступеня (2007 р.)
- Лауреат премії компанії «Bausch&Lomb» (США) (разом з С. О. Риковим та А. М. Піменовим) (2006 р.)
- Лауреат Педагогічної премії «Кришталеве яблуко» (1999 р.)

### Відомчі відзнаки
Нагороджений:
- Почесною грамотою Служби безпеки України в Дніпропетровській області (2025 р.)
- Відзнакою Національного університету охорони здоров'я імені П. Л. Шупика (2024 р.)
- Подякою Федерації громадських медичних об'єднань України (2022 р.)
- Подякою Київської міської профспілки працівників охорони здоров'я (2022 р.)
- Медаллю «100 років НМАПО імені П. Л. Шупика» (2018 р.)
- Дипломом Президії НАМН України, за кращу науково-дослідну роботу, що виконана у 2017 році: «Ідентифікація канцерогенної небезпеки та обґрунтування заходів профілактики онкологічної патології серед працівників галузі охорони здоров'я» (2019 р.)
- Почесними грамотами Міністерства освіти України (різні роки)
- Подякою Київського міського голови
- Почесними грамотами Головного управління освіти і науки м. Києва (різні роки)
- Почесною грамотою Головного управління охорони здоров'я м. Києва (різні роки)
- Подякою Головного санітарного лікаря м. Києва

### Громадські відзнаки
Відзначений:
- Орденом святителя Луки Кримського (2013 р.)
- Орденом святителя Петра Могили (2012 р.)
- Орденом святого рівноапостольного князя Володимира (2008 р.)
- Грамотою Митрополита Київського і Всієї України (2007 р.)
- Медаллю імені Надії Ісаківни Пільман[3] (Асоціація дитячих офтальмологів України, 2007 р.)
- Грамотою Священного синоду Української православної церкви (2006 р.)
- Орденом преподобного Агапіта Печерського (2004 р.)

## Хобі
Посткросинг — за кількістю поштових відправлень посідає № 20 серед 24,3 тис. учасників з України (станом на 25.05.2025)[джерело?]

## Родина
- Сестра — Варивончик Анастасія Віталіївна, учена в галузі історії та теорії українських художніх народних промислів, докторка мистецтвознавства («Теорія та історія культури»), професорка.